# Metro van Dnipro
De metro van Dnipro (Oekraïens: Дніпровський метрополітен, Dniprovsky metropoliten) werd geopend op 29 december 1995 en bestaat uit één lijn, die het spoorwegstation (Vokzalna) verbindt met het westen van de stad. De volledig ondergrondse metrolijn heeft een lengte van 7,1 kilometer, telt zes stations en vervoert jaarlijks ongeveer 8 miljoen reizigers. Dnipro, de op twee na grootste stad in Oekraïne, kreeg als derde stad van het land een metro, na Kiev en Charkov.

## Rollend materieel
De dienst op de lijn werd aanvankelijk wordt uitgevoerd met vijfrijtuigtreinen, maar na een daling van het aantal passagiers werd het aantal rijtuigen per trein teruggebracht tot drie. De treinen worden via een derde rail gevoed met 825 V gelijkstroom. De spoorwijdte bedraagt 1524 mm, zoals gebruikelijk is in de voormalige Sovjet-Unie.

## Praktische informatie
De treinen rijden van half zes 's ochtends tot elf uur 's avonds met een frequentie van 7 tot 17 minuten. Ritten worden betaald met speciale muntjes (жетони, zjetony), die 2 hryvnia (ongeveer € 0,20) kosten.